# Pueblo Llano (município)

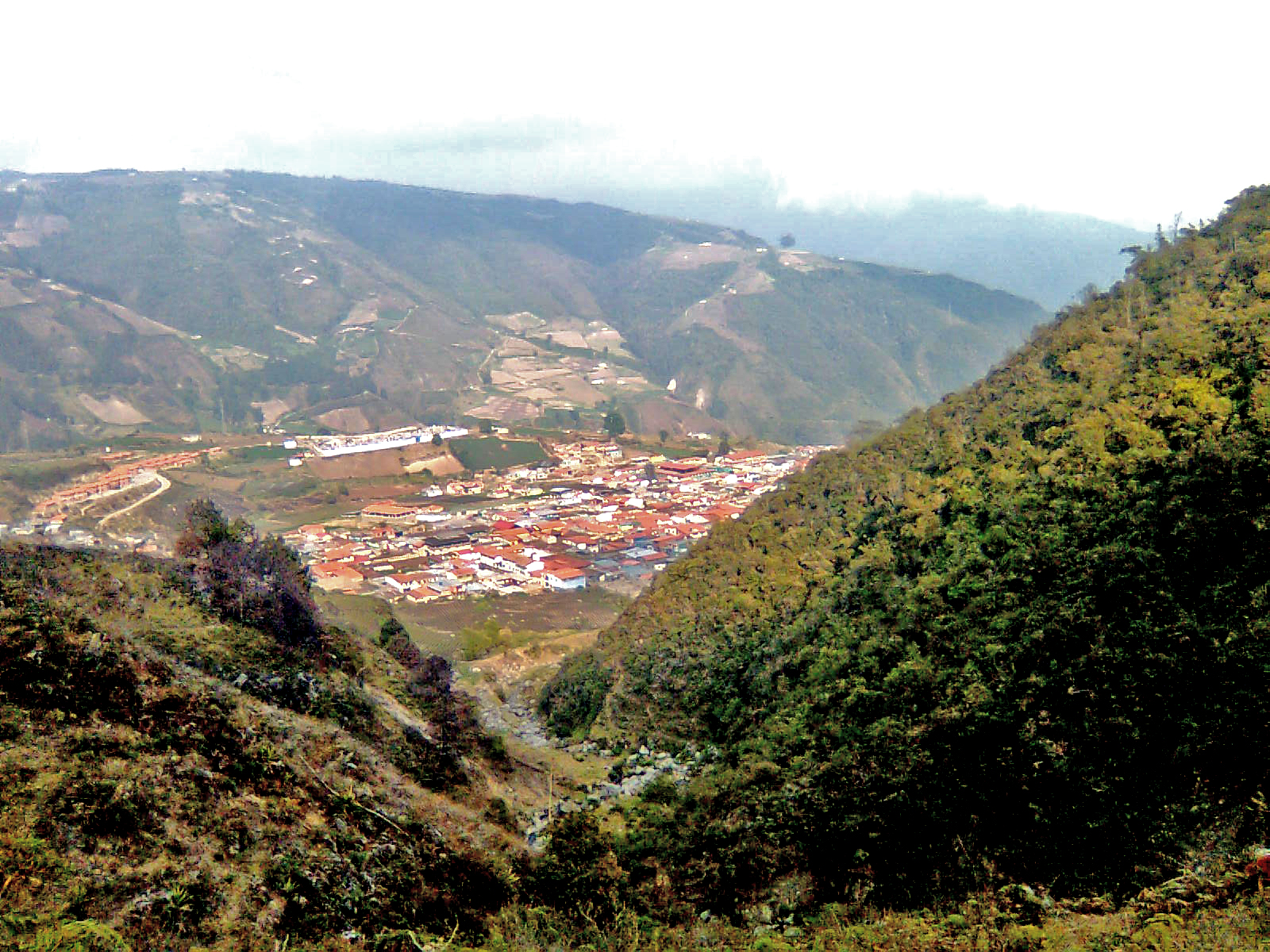

Pueblo Llano é um município da Venezuela localizado no estado de Mérida.
A capital do município é a cidade de Pueblo Llano.